# Dragoste păcurărească
Dragoste păcurărească este o poezie scrisă de George Coșbuc.